# Манчестерская мумия

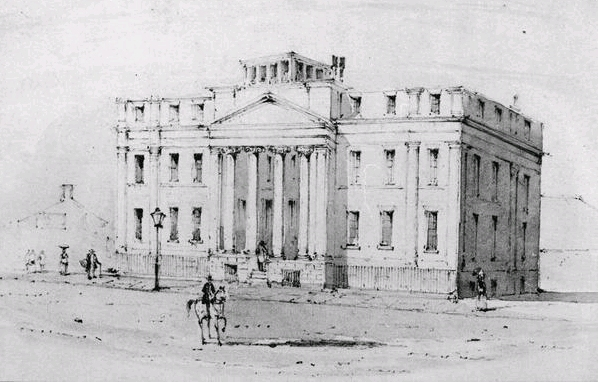
Музей Манчестерского общества естествознания — местонахождение мумии Ханны Безуик с 1828 по 1867 год. Рисунок Чарлза Уоррена Кленнела (Charles Warren Clennell; 1815—1873). Около 1850. Собрание муниципалитета Манчестера

Ха́нна Бе́зуик из Бёрчин-Ба́уэра (англ. Hannah Beswick of Birchin Bower; 1688, Холлинвуд, Олдем, Большой Манчестер — февраль 1758, Манчестер) — богатая англичанка, испытывавшая патологический страх погребения заживо. После смерти Ханны Безуик её тело было забальзамировано и более ста лет сохранялось без погребения «для периодической проверки на наличие признаков жизни».
Метод бальзамирования, использовавшийся при обработке тела Ханны Безуик, неизвестен, но можно предположить, что главной его составляющей была замена крови смесью скипидара и киновари. Через некоторое время тело было помещено в старинный застеклённый часовой шкаф в доме семейного врача Ханны Безуик доктора Чарлза Уайта. Необычное завещание Безуик принесло ей своеобразную посмертную славу, и Уайт счёл возможным выставить мумию на обозрение своим гостям.
Позднее, по завещанию самого Уайта, мумифицированное тело Безуик перешло в собственность его коллеги доктора Олльера (англ. Ollier). Олльер завещал мумию музею Манчестерского общества естествознания, где она была выставлена в качестве экспоната и приобрела прозвище Манчестерская мумия, или Мумия из Бёрчин-Бауэра. По прошествии тридцати девяти лет музейное собрание было передано Манчестерскому университету, после чего, решением руководства университета и с согласия манчестерского епископа, мумия была, наконец, предана земле. Церемония погребения состоялась на манчестерском кладбище Харперхей 22 июля 1868 года — через сто десять с лишним лет после смерти Ханны Безуик. Могила Безуик осталась безымянной.

## Предыстория

### Страх преждевременных похорон

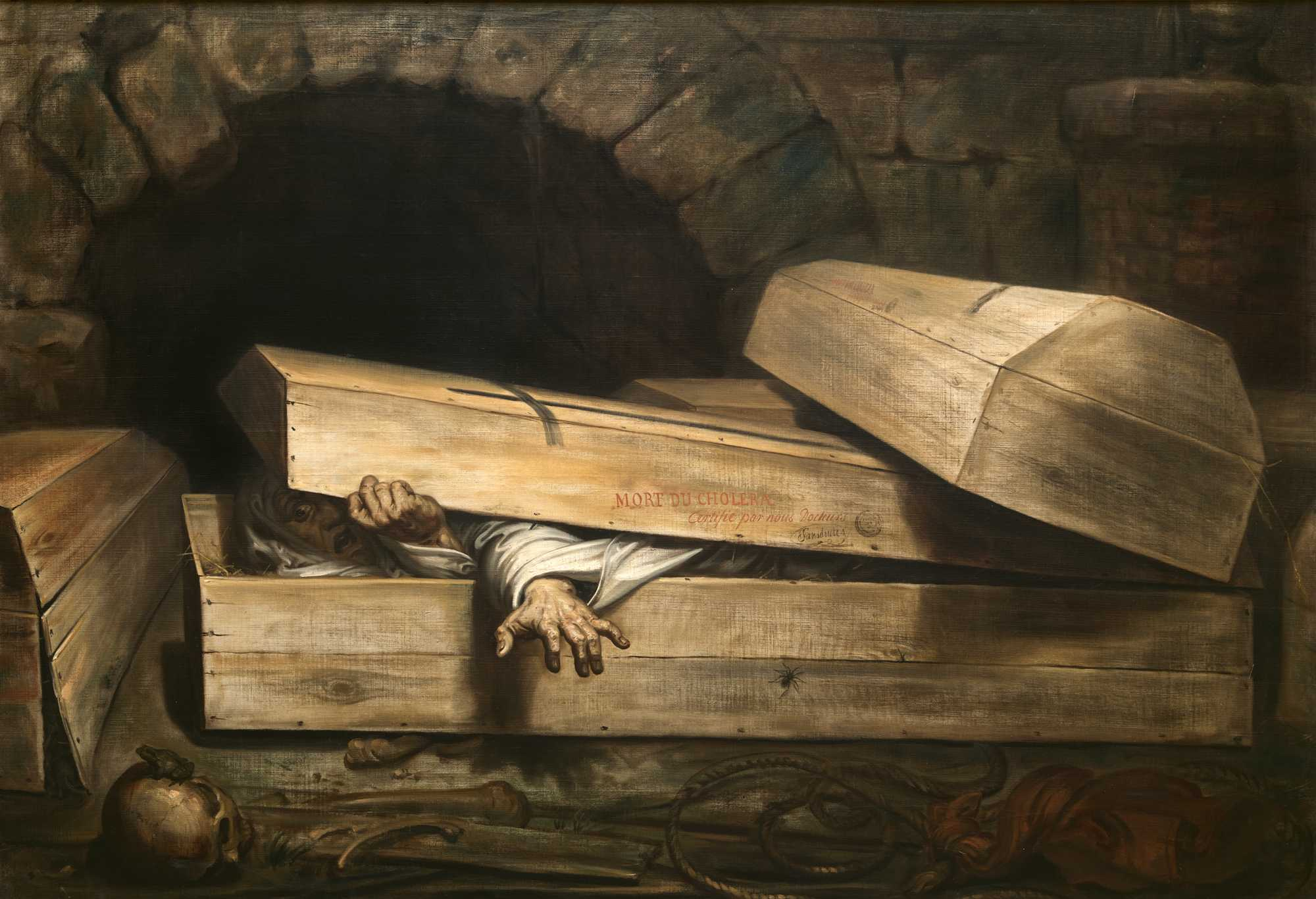
Антуан Жозеф Вирц. Преждевременное погребение (L’Inhumation précipitée). 1854

Середина XVIII века ознаменовалась беспрецедентным распространением тафофобии (от др.-греч. τάφος — гроб, могила и φόβος — страх) — патологического страха погребения заживо, — сопровождавшимся ожесточённой медицинской полемикой о «достоверности» тех или иных признаков наступления смерти. Предлагались разнообразные способы выявления случаев мнимой смерти непосредственно перед погребением: от заливания уксуса с перцем в рот покойнику до прикладывания раскалённой докрасна кочерги к ступням (и даже введения её в прямую кишку) умершего. В 1895 году врач Дж. К. Аузли (англ. J. C. Ouseley) писал, что в то время в Англии и Уэльсе «ежегодно происходило до 2700 погребений заживо». По другим оценкам, однако, ежегодное количество преждевременных погребений составляло «не более восьмисот».

### Завещание
Ханна Безуик, родившаяся в 1688 году, унаследовала от своего отца, Джона Безуика из Фейлсуэрта, крупное состояние. За несколько лет до смерти Ханны один из её братьев, также по имени Джон, выказал признаки жизни на собственных похоронах: кто-то заметил, что в тот момент, когда над Джоном собирались опустить крышку гроба, веки покойника вздрогнули. Осмотрев тело, доктор Чарлз Уайт подтвердил, что Джон всё ещё жив. Через несколько дней мнимоумерший окончательно пришёл в себя и впоследствии прожил ещё много лет. Происшествие произвело на Безуик огромное впечатление, вселив в неё паническую боязнь стать жертвой преждевременных похорон.
По утверждению регистратора музея Королевской коллегии хирургов Англии Джесси Добсон (англ. Jessie Dobson, 1906—1984), рассказы очевидцев о событиях, последовавших за смертью Ханны Безуик в 1758 году, полны «неточностей и противоречий». Согласно большинству свидетельств, Безуик завещала Уайту — одному из пионеров акушерства в Великобритании, основателю Манчестерской королевской лечебницы — 25 000 фунтов стерлингов при условии, что тот будет хранить её тело без погребения, периодически проверяя его на наличие признаков жизни. Однако в завещании Безуик, подписанном 25 июля 1757 года, указано лишь, что Уайту причитается всего 100 фунтов стерлингов и ещё 400 фунтов ассигнуется на похоронные расходы. По другим свидетельствам, Уайт был душеприказчиком Безуик и сам получал по завещанию упомянутые 400 фунтов стерлингов, остатком от которых — после оплаты всех похоронных расходов — мог распоряжаться по своему усмотрению. Таким образом, бальзамирование Безуик позволяло Уайту получить все 400 фунтов, отпущенные ею на собственные похороны. Предполагалось также, что Уайт задолжал Безуик значительную сумму, которую обязан был возместить, оплачивая её похороны, и забальзамировал свою пациентку, чтобы избежать выплаты долга. Тем не менее, в завещании Безуик её душеприказчицами названы Мэри Грэм (англ. Mary Graeme) и Эстер Робинсон (англ. Esther Robinson), а не Уайт. По некоторым сведениям, в завещании было также оговорено, что тело Ханны Безуик должно привозиться в Бёрчин-Бауэр каждые 21 год (условие выполнялось до 1837 года). Известно, что подробности завещания Безуик обсуждались в 1866 году — через сто с лишним лет после её смерти.

## Бальзамирование
В завещании 1757 года желание Ханны Безуик быть забальзамированной не упоминается. Выдвигалась версия о том, что Безуик просила Уайта не предавать её тело земле лишь до тех пор, пока не станет несомненно ясно, что она мертва, — однако Уайт оказался не в силах побороть соблазн и добавил к своему собранию «влажных и сухих» экспонатов настоящую мумию. Пристрастившийся к анатомии в период учёбы в Лондоне, Уайт регулярно пополнял домашнюю коллекцию анатомических «курьёзов» — на момент его смерти включавшую, наряду с мумией Ханны Безуик, скелет Томаса Хиггинса (англ. Thomas Higgins), натсфордского разбойника и овцекрада, повешенного за квартирную кражу со взломом.
Описание метода бальзамирования, использовавшегося Уайтом, не сохранилось. Известно, однако, что в 1748 году Уайт был слушателем частного анатомического курса Уильяма Хантера — создателя одной из первых систем артериального бальзамирования, ставшей прототипом бальзамировочных технологий нового времени (в частности, эффективного метода сохранения органической материи, разработанного выдающимся итальянским бальзамировщиком первой половины XX века Альфредо Салафией). Можно предположить, что Уайт воспользовался процедурой, позаимствованной им у своего наставника. В соответствии с методом Хантера, в артерии и вены тела вводилась смесь скипидара и киновари, после чего — для очищения и уменьшения объёма препарата — внутренние органы извлекались из грудной и брюшной полостей и помещались в воду. Далее из трупа выкачивалась, посредством механического давления, по возможности, вся кровь; тело тщательно промывалось спиртом; органы, изъятые из груди и брюшины, возвращались на место; следовала ещё одна инъекция скипидара и киновари. Наконец, все полости и отверстия тела заполнялись смесью камфоры, селитры и камеди, тело зашивалось и после заключительного обмывания — а также, вероятно, обмазывания дёгтем, препятствующим чрезмерному обезвоживанию — помещалось в ящик, заполненный гипсом для поглощения избыточной влаги.

## Экспонат
Мумифицированное тело Ханны Безуик первоначально находилось в Энкоутс-Холле (англ. Ancoats Hall) — доме одного из членов семейства Безуиков, но вскоре было перевезено в дом доктора Уайта в Сейле, где хранилось в старинном застеклённом часовом шкафу. В числе посетителей Уайта, пожелавших увидеть мумию Безуик в его доме, был знаменитый поэт Томас де Квинси. После смерти Уайта в 1813 году мумия перешла в собственность его коллеги доктора Олльера; после смерти Олльера в 1828 году была завещана музею Манчестерского общества естествознания. Тело Безуик экспонировалось в вестибюле музея рядом с древнеперуанской и древнеегипетской мумиями. Потомкам Безуик позволялось бесплатно навещать мумию в любое время. Посетитель, увидевший мумию Безуик в 1844 году, отозвался о ней как об «одном из замечательнейших предметов в музее». По выражению писательницы Эдит Ситуэлл, «холодная тёмная тень её мумии нависла над Манчестером в середине восемнадцатого столетия».
До настоящего времени не дошло ни одного прижизненного или посмертного портрета Ханны Безуик. Одно из немногих известных словесных описаний мумии принадлежит манчестерскому историку Филипу Вентуорту (англ. Philip Wentworth):

Тело сохранилось хорошо, но лицо было ссохшееся и чёрное. Ноги и туловище были туго спелёнаты лоскутами прочной ткани, наподобие тика, идущего на обивку матрацев, а всё тело — тело крошечной старушонки — покоилось в стеклянном ящике, похожем на гроб.
Вскоре после передачи музейного собрания в дар Манчестерскому университету в 1867 году было решено, что, поскольку Безуик была «безвозвратно и несомненно мертва», настало время предать её тело земле. С 1837 года, однако, британским законодательством воспрещались чьи бы то ни было похороны без предварительного официального заверения факта смерти судебно-медицинским экспертом. Поскольку Безуик умерла за полвека до принятия соответствующего закона, руководству университета пришлось исходатайствовать специальный указ о её погребении у министра правительства. С согласия манчестерского епископа Ханна Безуик была похоронена в безымянной могиле на кладбище Харперхей на северо-восточной окраине Манчестера 22 июля 1868 года.

## Клад и призрак
В 1745 году, при вторжении в Манчестер Красавчика принца Чарли во главе армии повстанцев-якобитов, Безуик, беспокоясь о судьбе своих денег, решила спрятать их в укромном месте. Незадолго до смерти она пообещала родственникам показать, где именно зарыла клад, но умерла, не успев исполнить обещание. После смерти Безуик её особняк Бёрчин-Бауэр был перестроен в многоквартирный доходный дом для рабочих. Некоторые из живших в Бёрчин-Бауэре утверждали, что видели фигуру в чёрном шёлковом платье и белом кружевном чепце, по описанию походившую на Ханну Безуик. Неслышно проплыв из конца в конец гостиной, призрак всегда исчезал у одной и той же каменной плиты. Сообщалось, что впоследствии один из обитателей Бёрчин-Бауэра — некий ткач, рывший в этом месте яму под опору для нового ткацкого станка — обнаружил сокровище Безуик под каменной плитой, облюбованной призраком. За каждую найденную золотую монету манчестерская золототорговая фирма Oliphant’s заплатила ткачу по 3 фунта 10 шиллингов.
Позднее бывший особняк Ханны Безуик был снесён при строительстве корпусов электротехнической фабрики Ferranti, но сообщения об увиденном на этом месте призраке продолжались даже после исчезновения Бёрчин-Бауэра.

## Комментарии
1. ↑  Ср. в тематической статье российского культуролога К. А. Богданова:

Объяснение коллективным страхам вокруг тем мнимой смерти ищется, как правило, в истории медицины и, конкретнее, в усложнении медицинских критериев в определении смерти: до́лжно ли считать такими критериями прекращение дыхания, остановку сердца и пульса, окоченение конечностей или первые признаки разложения. <…> Работы Уинслоу (Morte incertae signae, 1740) и особенно Брюйера (Dissertation sur l’incertitude des signes de la mort, 1742) положили начало полемике, теоретически актуальной, хотя и в ином контексте, вплоть до сегодняшнего дня. Суть её сводится к основному вопросу: насколько очевиден, а главное, достаточен критерий, позволяющий судить о наступившей смерти организма, и каковы возможности человеческого организма преодолеть то, что мы привычно называем смертью?[5]